# Tmesisternus obsoletus
Tmesisternus obsoletus är en skalbaggsart som beskrevs av Blanchard 1853. Tmesisternus obsoletus ingår i släktet Tmesisternus och familjen långhorningar.
Artens utbredningsområde är Irian Jaya. Inga underarter finns listade i Catalogue of Life.